# Ministerio de Comunicaciones y Tecnología de la Información (Afganistán)
El Ministerio de Comunicaciones y Tecnología de la Información (MCIT) es un órgano del gobierno de Afganistán. Su actual Ministro es Najibullah Haqqani. El Ministerio fue sometido a un ataque suicida en 2019.

## Historia
El Ministerio de Comunicaciones y Tecnología de la Información proporciona un informe anual para informar al público sobre los avances en el sector tecnológico de Afganistán. A fines de 2001, había aproximadamente 35,000 teléfonos funcionando en todo Afganistán que atendían a una población de 27 millones, una de las teledesidades más bajas del mundo. Las llamadas solo se podían completar a través de instalaciones satelitales y solo entre las seis principales áreas urbanas de Afganistán. El Ministerio de Comunicaciones, con ayuda de consultoría internacional, desarrolló una política moderna del sector de telecomunicaciones e Internet publicada en octubre de 2002. A ese marco de políticas se le atribuye la base para una competencia transparente dirigida por el sector privado. A noviembre de 2009, hay más de 10.4 millones de suscriptores móviles, un aumento de 300 veces en siete años. Se han invertido más de $ 1.2 mil millones en el sector.
En 2003, asesores financiados internacionalmente ayudaron con la redacción de una nueva Ley de Telecomunicaciones que fue adoptada por Decreto Presidencial en diciembre de 2005. Un regulador independiente fue designado en junio de 2006 y lanzó licitaciones competitivas para licenciar nuevos servicios de telecomunicaciones.
El sector de telecomunicaciones lideró la reconstrucción económica con cuatro proveedores de servicios móviles que cubren el 75% del país con más de 2,400 torres en más de 250 de las áreas urbanas más grandes. El sector creó 50,000 empleos directos e indirectos.
Hay 15 proveedores de servicios de Internet (ISP) con licencia y que operan en 20 áreas urbanas principales. Afghan Telecom, una compañía de telecomunicaciones del gobierno afgano, se constituyó en septiembre de 2006; una participación del 80% de la compañía se privatizará desde 2008.
Actualmente hay un estimado de 45,000 teléfonos fijos y unos 10,400,000 suscriptores de teléfonos celulares. Si bien varios ISP ofrecen servicios, aún no se ha investigado con precisión el número de usuarios.